# 시릴 홀랜드

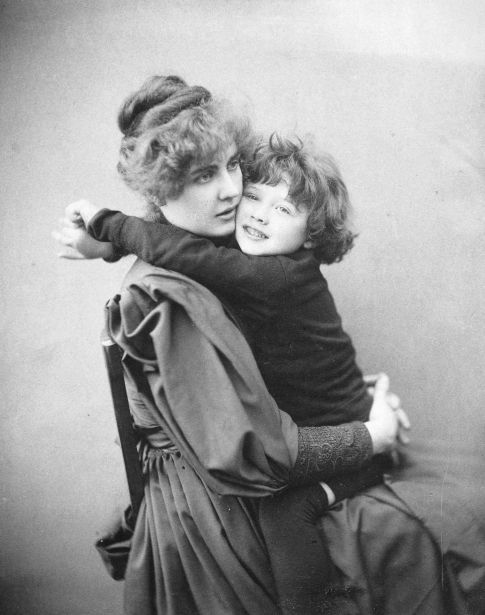
시릴 와일드와 콘스탠스 와일드 (1889년 촬영)

시릴 홀랜드(영어: Cyril Holland, 본명: 시릴 와일드(Cyril Wilde), 1885년 6월 5일 ~ 1915년 5월 9일)는 영국의 군인이다.
1885년 6월 5일에 잉글랜드에서 오스카 와일드와 콘스탠드 와일드 부부의 장남으로 태어났으며 1899년부터 1903년까지 옥스퍼드셔주에 위치한 래들리 칼리지에 재학했다. 1905년 10월 20일에 영국 왕립 포병부대 소위로 임명되었고 1908년 12월 20일부터 3년 동안 중위로 복무했다. 1911년 9월부터 인도 세쿤데라바드에 주둔한 영국 군부대에서 복무했고 1914년 10월 30일에 대위로 승진했다. 1915년 5월 9일에 제1차 세계 대전에 참전하던 도중에 프랑스 뇌브샤펠에서 독일군의 공격을 받고 전사했다.